# Sergio Bravo
Sergio Bravo, teljes nevén Sergio Bravo Martínez (Mexikóváros, 1927. november 27. – 1997. április 9.) mexikói válogatott labdarúgóhátvéd.

## Pályafutása
Játékoskarrierje során két csapatban játszott. Bemutatkozására az RC Españában került sor, ezt követően pedig a Club Leónhoz igazolt, ahol 1964-ben hagyta abba az aktív labdarúgást.
A válogatottban 1947-ben mutatkozhatott be, de az 1950-es vb-re még nem utazhatott a csapattal. Bár a brazíliai tornán még nem volt ott, a következő, 1954-es világbajnokságon már bekerült a csapatba. 1947–1957 között tizenegy mérkőzésen lépett pályára címeres mezben, gólt nem szerzett.